# Bolitoglossa macrinii
Bolitoglossa macrinii es una especie de salamandras en la familia Plethodontidae.
Es endémica de México.
Su hábitat natural son los montanos húmedos tropicales o subtropicales y las plantaciones .
Está amenazada de extinción debido a la destrucción de su hábitat.